# 山本篤志
山本 篤志（やまもと あつし、1998年4月6日 - ）は、神奈川県川崎市出身のソサイチ選手。FOOTBALL 7 SOCIETY LEAGUE・AC MILAN Chiba所属。ポジションはディフェンダー (DF) 。

## 略歴

### ユース時代
幼稚園からサッカーを始めた。小学生時代はキャプテンを任され、小柄な体格を補うべく技術を磨いた。2011年にFCトッカーノへ加入。ここでDFに転校しJrユース時代は主にサイドバックでプレーした。中学3年時にはU-15クラブユース選手権、高円宮杯 JFA 全日本U-15サッカー選手権大会において関東大会に出場するが、全国大会への出場は叶わなかった。 2014年、國學院大學久我山高校へ進学。高校時代は出場機会にも恵まれず、結果を残すことができなかった。

### LAZO.FC
関東大学リーグでのプレーを考えていたが、ソサイチ日本選抜に選手選出されたことをきっかけにソサイチに競技を転向。日本選抜タイ遠征での活躍から、2018シーズンからFOOTBALL 7 SOCIETY LEAGUE 関東一部　LAZO.FCに加入が決定した。 同シーズン、全試合に出場し関東リーグ準優勝、全国チャンピオンシップでも準優勝に貢献した。